# Військові звання України

Емблема Збройних сил України

Військові звання України — це система рангів, що була утворена у березні 1992 року після ухвалення Закону України «Про військовий обов'язок і військову службу». 2020 року проведене реформування сержантських (старшинських) та генеральських звань (з 01.10.2020).

## Різновиди
Збройні сили України мають два типи рангів — армійські, які використовуються Сухопутними військами і Повітряними силами, та корабельні — для ВМС.
До військових звань осіб офіцерського складу юридичної, медичної та капеланської служб додаються слова «юстиції», «медичної служби», «капеланської служби».

## Військові звання ЗСУ
Згідно з законами України № 205-IX від 17 жовтня 2019 року щодо сержантських звань та № 680-IX від 4 червня 2020 року щодо нових генеральських звань, які набули чинності 1 жовтня 2020 року.
Оскільки Україна не є країною-членом, кодування звань армій НАТО згідно з STANAG 2116 наведено для зіставлення.

### Погони ЗСУ
Кольори основи погона залежно від роду військ:
| Сухопутні та Десантно-штурмові війська | Повітряні сили | Сили спеціальних операцій | Військово-морські сили |
| -------------------------------------- | -------------- | ------------------------- | ---------------------- |
|                                        |                |                           |                        |

В Наказі Міністерства оборони (зміни згідно з Наказом № 398) на погонах вищих офіцерів замінено «зубчатку» на схрещені булави.

#### Сухопутні війська, Десантно-штурмові війська, Повітряні сили, Сили спеціальних операцій, Сухопутний компонент ВМС
(Колір тла погона залежить від роду військ)
| Код НАТО         | OF-10            | OF-10            | OF-10            | OF-10            | OF-9    | OF-9    | OF-8              | OF-7          | OF-6              | OF-6              | OF-5      | OF-5      | OF-4         | OF-3  | OF-3  | OF-2    | OF-2    | OF-1              | OF-1      | OF-1      | OF(D)              | OF(D)              | OF(D)              | Student Officer                                   | Student Officer                                   | Student Officer                                   |
| ---------------- | ---------------- | ---------------- | ---------------- | ---------------- | ------- | ------- | ----------------- | ------------- | ----------------- | ----------------- | --------- | --------- | ------------ | ----- | ----- | ------- | ------- | ----------------- | --------- | --------- | ------------------ | ------------------ | ------------------ | ------------------------------------------------- | ------------------------------------------------- | ------------------------------------------------- |
| Україна · (Ред.) | Без відповідника | Без відповідника | Без відповідника | Без відповідника |         |         |                   |               |                   |                   |           |           |              |       |       |         |         |                   |           |           |                    |                    |                    | en: Request for creation and upload of a picture! | en: Request for creation and upload of a picture! | en: Request for creation and upload of a picture! |
| Україна · (Ред.) |                  |                  |                  |                  | Генерал | Генерал | Генерал-лейтенант | Генерал-майор | Бригадний генерал | Бригадний генерал | Полковник | Полковник | Підполковник | Майор | Майор | Капітан | Капітан | Старший лейтенант | Лейтенант | Лейтенант | Молодший лейтенант | Молодший лейтенант | Молодший лейтенант | Курсант                                           | Курсант                                           | Курсант                                           |

| Код НАТО         | OR-9                     | OR-9                     | OR-9                    | OR-9                    | OR-9            | OR-9         | OR-8             | OR-8             | OR-7            | OR-7            | OR-6    | OR-6    | OR-6    | OR-6    | OR-6    | OR-6    | OR-5             | OR-5             | OR-5             | OR-5             | OR-5             | OR-5             | OR-4             | OR-4             | OR-3             | OR-3           | OR-2   | OR-2   | OR-2   | OR-2   | OR-2   | OR-2   | OR-1           | OR-1 |
| ---------------- | ------------------------ | ------------------------ | ----------------------- | ----------------------- | --------------- | ------------ | ---------------- | ---------------- | --------------- | --------------- | ------- | ------- | ------- | ------- | ------- | ------- | ---------------- | ---------------- | ---------------- | ---------------- | ---------------- | ---------------- | ---------------- | ---------------- | ---------------- | -------------- | ------ | ------ | ------ | ------ | ------ | ------ | -------------- | ---- |
| Україна · (Ред.) |                          |                          |                         |                         |                 |              |                  |                  |                 |                 |         |         |         |         |         |         |                  |                  |                  |                  |                  |                  | Без відповідника | Без відповідника | Без відповідника |                |        |        |        |        |        |        | Не передбачено |      |
| Україна · (Ред.) | Головний майстер-сержант | Головний майстер-сержант | Старший майстер-сержант | Старший майстер-сержант | Майстер-сержант | Штаб-сержант | Головний сержант | Головний сержант | Старший сержант | Старший сержант | Сержант | Сержант | Сержант | Сержант | Сержант | Сержант | Молодший сержант | Молодший сержант | Молодший сержант | Молодший сержант | Молодший сержант | Молодший сержант | Без відповідника | Без відповідника | Без відповідника | Старший солдат | Солдат | Солдат | Солдат | Солдат | Солдат | Солдат | Рекрут         |      |

#### Військово-морські сили
| Код НАТО         | OF-10            | OF-10            | OF-10            | OF-10            | OF-9    | OF-9    | OF-8        | OF-7         | OF-6     | OF-6     | OF-5            | OF-5            | OF-4             | OF-3              | OF-3              | OF-2              | OF-2              | OF-1              | OF-1      | OF-1      | OF(D)              | OF(D)              | OF(D)              | Student Officer                                   | Student Officer                                   | Student Officer                                   |
| ---------------- | ---------------- | ---------------- | ---------------- | ---------------- | ------- | ------- | ----------- | ------------ | -------- | -------- | --------------- | --------------- | ---------------- | ----------------- | ----------------- | ----------------- | ----------------- | ----------------- | --------- | --------- | ------------------ | ------------------ | ------------------ | ------------------------------------------------- | ------------------------------------------------- | ------------------------------------------------- |
| Україна · (Ред.) | Без відповідника | Без відповідника | Без відповідника | Без відповідника |         |         |             |              |          |          |                 |                 |                  |                   |                   |                   |                   |                   |           |           |                    |                    |                    | en: Request for creation and upload of a picture! | en: Request for creation and upload of a picture! | en: Request for creation and upload of a picture! |
| Україна · (Ред.) | Без відповідника | Без відповідника | Без відповідника | Без відповідника |         |         |             |              |          |          |                 |                 |                  |                   |                   |                   |                   |                   |           |           |                    |                    |                    | en: Request for creation and upload of a picture! | en: Request for creation and upload of a picture! | en: Request for creation and upload of a picture! |
| Україна · (Ред.) | Без відповідника | Без відповідника | Без відповідника | Без відповідника | Адмірал | Адмірал | Віцеадмірал | Контрадмірал | Коммодор | Коммодор | Капітан I рангу | Капітан I рангу | Капітан II рангу | Капітан III рангу | Капітан III рангу | Капітан-лейтенант | Капітан-лейтенант | Старший лейтенант | Лейтенант | Лейтенант | Молодший лейтенант | Молодший лейтенант | Молодший лейтенант | Курсант                                           | Курсант                                           | Курсант                                           |

| Україна · (Ред.) |                           |                           |                          |                          |                  |               |                               |                               |                   |                   |                   |                   |                   |                   |                   |                   |                    |                    |                    |                    |                    |                    | Без відповідника | Без відповідника |                |                |        |        |        |                |        |        |        |        |        |        |        |        |
| Україна · (Ред.) |                           |                           |                          |                          |                  |               |                               |                               |                   |                   |                   |                   |                   |                   |                   |                   |                    |                    |                    |                    |                    |                    | Без відповідника | Без відповідника |                |                |        |        |        | Не передбачено |        |        |        |        |        |        |        |        |
| Україна · (Ред.) | Головний майстер-старшина | Головний майстер-старшина | Старший майстер-старшина | Старший майстер-старшина | Майстер-старшина | Штаб-старшина | Головний корабельний старшина | Головний корабельний старшина | Головний старшина | Головний старшина | Головний старшина | Головний старшина | Головний старшина | Головний старшина | Старшина I статті | Старшина I статті | Старшина II статті | Старшина II статті | Старшина II статті | Старшина II статті | Старшина II статті | Старшина II статті | Без відповідника | Без відповідника | Старший матрос | Старший матрос | Матрос | Матрос | Матрос | Матрос         | Матрос | Матрос | Рекрут | Рекрут | Рекрут | Рекрут | Рекрут | Рекрут |

### Структура військових звань ЗСУ
| Категорії                         | Категорії     | Армійські звання (скорочено)            | Корабельні звання (скорочено)                   | Відповідник НАТО | Опис |
| --------------------------------- | ------------- | --------------------------------------- | ----------------------------------------------- | ---------------- | --- |
| Рядовий склад                     | Рядовий склад | Рекрут (р-т)                            | Рекрут (р-т)                                    | OR-1             | тимчасове звання до закінчення випробування (на контракт), базової військової служби або базової військової підготовки мобілізованих у навчальних частинах (центрах). |
| Рядовий склад                     | Рядовий склад | Солдат(с-т)                             | Матрос (м-с)                                    | OR-2             | рядовий |
| Рядовий склад                     | Рядовий склад | Старший солдат (ст. с-т)                | Старший матрос (ст. м-с)                        | OR-3             | досвідчений солдат, помічник командира відділення |
| Сержантський і старшинський склад | Молодший      | Молодший сержант (мол. с-нт)            | Старшина 2 статті (ст-на 2 ст.)                 | OR-5             | командир розрахунку, команди |
| Сержантський і старшинський склад | Молодший      | Сержант (с-нт)                          | Старшина 1 статті (ст-на 1 ст.)                 | OR-6             | командир відділення |
| Сержантський і старшинський склад | Старший       | Старший сержант (ст. с-нт)              | Головний старшина (гол. ст-на)                  | OR-7             | головний сержант взводу |
| Сержантський і старшинський склад | Старший       | Головний сержант (гол. с-нт)            | Головний корабельний старшина (гол. кор. ст-на) | OR-8             | головний сержант роти |
| Сержантський і старшинський склад | Вищий         | Штаб-сержант (шт. с-нт)                 | Штаб-старшина (шт. ст-на)                       | OR-9             | головний сержант батальйону |
| Сержантський і старшинський склад | Вищий         | Майстер-сержант (м. с-нт)               | Майстер-старшина (м. ст-на)                     | OR-9             | головний сержант бригади |
| Сержантський і старшинський склад | Вищий         | Старший майстер-сержант (ст. м. с-нт)   | Старший майстер-старшина (ст. м. ст-на)         | OR-9             | головний сержант роду військ |
| Сержантський і старшинський склад | Вищий         | Головний майстер-сержант (гол. м. с-нт) | Головний майстер-старшина (гол. м. ст-на)       | OR-9             | головний сержант виду Збройних Сил, головний сержант ЗСУ |
| Офіцерський склад                 | Молодший      | Молодший лейтенант (мол. л-т)           | Молодший лейтенант (мол. л-т)                   | OF-1             | командир взводу |
| Офіцерський склад                 | Молодший      | Лейтенант (л-т)                         | Лейтенант (л-т)                                 | OF-1             | командир взводу |
| Офіцерський склад                 | Молодший      | Старший лейтенант (ст. л-т)             | Старший лейтенант (ст.л-т)                      | OF-1             | командир взводу |
| Офіцерський склад                 | Молодший      | Капітан(к-н)                            | Капітан-лейтенант (кап.л-т)                     | OF-2             | командир роти |
| Офіцерський склад                 | Старший       | Майор (м-р)                             | Капітан 3 рангу (к-н 3-р)                       | OF-3             | заступник командира батальйону |
| Офіцерський склад                 | Старший       | Підполковник (п.п-к)                    | Капітан 2 рангу (к-н 2-р)                       | OF-4             | командир батальйону, заступник командира полку |
| Офіцерський склад                 | Старший       | Полковник (п-к)                         | Капітан 1 рангу (к-н 1-р)                       | OF-5             | командир полку |
| Офіцерський склад                 | Вищий         | Бригадний генерал (бр.г-л)              | Коммодор(ком-р)                                 | OF-6             | командир бригади |
| Офіцерський склад                 | Вищий         | Генерал-майор (ген.м-р)                 | Контрадмірал (кон.ад-л)                         | OF-7             | командир дивізії |
| Офіцерський склад                 | Вищий         | Генерал-лейтенант (ген.л-т)             | Віцеадмірал (віц.ад-л)                          | OF-8             | командир корпусу |
| Офіцерський склад                 | Вищий         | Генерал (г-л)                           | Адмірал (ад-л)                                  | OF-9             | командир армії |

Молодший сержант та сержант можуть обіймати посаду командира відділення. Старший сержант може обіймати посаду головного сержанта взводу. Головний сержант, штаб-сержант, майстер-сержант, старший майстер-сержант та головний майстер-сержант можуть обіймати посаду головного сержанта роти.

## Історія українських військових звань

### Перша пол. XX століття
| Категорія              | Звання Армії УНР       | Звання Армії УНР       | Звання УГА, 1918  | Звання УПА             | Звання УПА         | Посади Української радянської армії, 1919 | Сучасний еквівалент                         |
| Категорія              | Армійське звання, 1920 | Звання ВМС, 1918       | Звання УГА, 1918  | Армійське звання, 1944 | Звання ВМС, 1944   | Посади Української радянської армії, 1919 | Сучасний еквівалент                         |
| ---------------------- | ---------------------- | ---------------------- | ----------------- | ---------------------- | ------------------ | ----------------------------------------- | ------------------------------------------- |
| Генеральна старшина    | Без відповідника       | Без відповідника       | Без відповідника  | Без відповідника       | Адмірал флоту      | Комфронта                                 | Генерал армії України (до 2020 року)        |
| Генеральна старшина    | Генерал-полковник      | Адмірал                | Генерал-сотник    | Генерал-полковник      | Адмірал            | Командарм                                 | Генерал та генерал-полковник (до 2020 року) |
| Генеральна старшина    | Генерал-поручник       | Віцеадмірал            | Генерал-поручник  | Генерал-майор          | Віцеадмірал        | Комкор                                    | Генерал-лейтенант та Віцеадмірал            |
| Генеральна старшина    | Генерал-хорунжий       | Контрадмірал           | Генерал-чотар     | Генерал-хорунжий       | Контрадмірал       | Комдив                                    | Генерал-майор та Контрадмірал               |
| Генеральна старшина    | Генерал-хорунжий       | Контрадмірал           | Генерал-чотар     | Генерал-хорунжий       | Контрадмірал       | Комбриг                                   | Генерал-майор та Контрадмірал               |
| Булавна старшина       | Полковник              | Капітан 1 рангу        | Полковник         | Полковник              | Капітан-лейтенант  | Комполка чи Полковник                     | Полковник та Капітан 1 рангу                |
| Булавна старшина       | Підполковник           | Капітан 2 рангу        | Підполковник      | Підполковник           | Капітан-лейтенант  | Комбат                                    | Підполковник та Капітан 2 рангу             |
| Булавна старшина       | Підполковник           | Капітан 2 рангу        | Отаман            | Майор                  | Капітан-лейтенант  | Помкомбат                                 | Майор та Капітан 3 рангу                    |
| Молодша старшина       | Сотник                 | Старший лейтенант      | Сотник            | Сотник                 | Старший лейтенант  | Комроти                                   | Капітан та Капітан-лейтенант                |
| Молодша старшина       | Поручник               | Лейтенант              | Поручник          | Поручник               | Лейтенант          | Помкомроти                                | Старший лейтенант                           |
| Молодша старшина       | Хорунжий               | Мічман                 | Чотар             | Хорунжий               | Молодший лейтенант | Комвзводу                                 | Лейтенант                                   |
| Молодша старшина       | Хорунжий               | Мічман                 | Хорунжий          | Хорунжий               | Молодший лейтенант | Комвзводу                                 | Молодший лейтенант                          |
| Підстаршина            | Підхорунжий            | Корабельний ґардемарин | Підхорунжий       | Підхорунжий            | Підхорунжий        | Старшина                                  | Старший прапорщик                           |
| Підстаршина            | Підхорунжий            | Корабельний ґардемарин | Підхорунжий       | Підхорунжий            | Підхорунжий        | Старшина                                  | Штаб-сержант                                |
| Підстаршина            | Бунчужний              | Кондуктор              | Булавний десятник | Бунчужний              | Підхорунжий        | Старшина                                  | Старшина                                    |
| Підстаршина            | Чотовий                | Боцман                 | Старший десятник  | Чотовий                | Старший десятник   | Помкомвзводу                              | Старший сержант                             |
| Підстаршина            | Ройовий                | Боцманмат              | Десятник          | Ройовий                | Десятник           | Комот                                     | Сержант                                     |
| Підстаршина            | Ройовий                | Боцманмат              | Десятник          | Вістун                 | Десятник           | Комот                                     | Молодший сержант                            |
| Козаки/Моряки/Рядовики | Гуртковий              | Маат                   | Старший стрілець  | Старший козак          | Матрос-вістун      | Червоноармієць                            | Старший солдат                              |
| Козаки/Моряки/Рядовики | Козак                  | Матрос                 | Стрілець          | Козак                  | Матрос             | Червоноармієць                            | Солдат                                      |

### УПА
В Українській Повстанській Армії існували свої звання:

#### 1943—1944

Хорунжий
Поручник
Сотник
Майор
Підполковник
Полковник
Генерал-хорунжий
Генерал-майор

### Сучасна Україна

#### Від часу створення Збройних Сил України
Система рангів була утворена у березні 1992 року після ухвалення Закону України «Про військовий обов'язок і військову службу». Рангова структура відповідала оригінальній структурі військових рангів Радянського Союзу. Збройні сили України мали два типи рангів — армійські, які використовуються сухопутними військами і повітряними силами, та морські — для ВМС.
| Код НАТО         | OF-10                 | OF-10                 | OF-10                 | OF-10                 | OF-9              | OF-9              | OF-8              | OF-7          | OF-6             | OF-6             | OF-5      | OF-5      | OF-4         | OF-3  | OF-3  | OF-2    | OF-2    | OF-1              | OF-1      | OF-1               | OF(D)            | OF(D)            | OF(D)            | Student Officer                                   | Student Officer                                   | Student Officer                                   |
| ---------------- | --------------------- | --------------------- | --------------------- | --------------------- | ----------------- | ----------------- | ----------------- | ------------- | ---------------- | ---------------- | --------- | --------- | ------------ | ----- | ----- | ------- | ------- | ----------------- | --------- | ------------------ | ---------------- | ---------------- | ---------------- | ------------------------------------------------- | ------------------------------------------------- | ------------------------------------------------- |
| Україна · (Ред.) |                       |                       |                       |                       |                   |                   |                   |               | Без відповідника | Без відповідника |           |           |              |       |       |         |         |                   |           |                    | Без відповідника | Без відповідника | Без відповідника | en: Request for creation and upload of a picture! | en: Request for creation and upload of a picture! | en: Request for creation and upload of a picture! |
| Україна · (Ред.) | Генерал армії України | Генерал армії України | Генерал армії України | Генерал армії України | Генерал-полковник | Генерал-полковник | Генерал-лейтенант | Генерал-майор | Без відповідника | Без відповідника | Полковник | Полковник | Підполковник | Майор | Майор | Капітан | Капітан | Старший лейтенант | Лейтенант | Молодший лейтенант | Без відповідника | Без відповідника | Без відповідника | Курсант                                           | Курсант                                           | Курсант                                           |

| Код НАТО         | OR-9              | OR-9              | OR-9      | OR-9      | OR-9      | OR-9      | OR-8     | OR-8     | OR-7     | OR-7            | OR-6    | OR-6    | OR-6    | OR-6    | OR-6    | OR-6    | OR-5             | OR-5             | OR-5             | OR-5             | OR-5             | OR-5             | OR-4             | OR-4             | OR-3           | OR-3           | OR-2           | OR-2           | OR-2           | OR-2             | OR-2             | OR-2             | OR-1   | OR-1 |
| ---------------- | ----------------- | ----------------- | --------- | --------- | --------- | --------- | -------- | -------- | -------- | --------------- | ------- | ------- | ------- | ------- | ------- | ------- | ---------------- | ---------------- | ---------------- | ---------------- | ---------------- | ---------------- | ---------------- | ---------------- | -------------- | -------------- | -------------- | -------------- | -------------- | ---------------- | ---------------- | ---------------- | ------ | ---- |
| Україна · (Ред.) |                   |                   |           |           |           |           |          |          |          |                 |         |         |         |         |         |         |                  |                  |                  |                  |                  | Без відповідника | Без відповідника | Без відповідника |                |                |                |                |                | Без відповідника | Без відповідника | Без відповідника |        |      |
| Україна · (Ред.) | Старший прапорщик | Старший прапорщик | Прапорщик | Прапорщик | Прапорщик | Прапорщик | Старшина | Старшина | Старшина | Старший сержант | Сержант | Сержант | Сержант | Сержант | Сержант | Сержант | Молодший сержант | Молодший сержант | Молодший сержант | Молодший сержант | Молодший сержант | Без відповідника | Без відповідника | Без відповідника | Старший солдат | Старший солдат | Старший солдат | Старший солдат | Старший солдат | Без відповідника | Без відповідника | Без відповідника | Солдат |      |

Україна позбавилась дескриптора «авіації» у рангах повітряних сил. Ранг службовця гвардійських підрозділів, формувань чи кораблів міг мати доповнення словом «гвардії». Ранги службовців правових, медичних або ветеринарних професій мали приставку «юстиції», «медичної служби», чи «ветеринарної служби» відповідно до своїх основних рангів. Ранги громадян, які перебували у резерві або у відставці мали дескриптори «резерву» чи «у відставці» відповідно.
Звання «рядовий» та «єфрейтор» було замінено на «солдат» та «старший солдат» відповідно. Також було ліквідовано всі військові звання, вищі ніж «генерал армії».

#### Експериментальні знаки розрізнення 2009 року
Перший випуск Навчального центру сержантського складу Збройних сил України у Харкові водночас стали першими професійними сержантами, які отримали принципово нові знаки розрізнення на погонах.
Це нововведення було спрямоване на наближення до стандартів НАТО. До 2009 року українські військовослужбовці використовували військові знаки розрізнення радянської моделі. Пропоновані погони генералів мали кількість зірок, як і в більшості країн-членів НАТО. Також пропонована система знаків розрізнення робила можливим введення нових рангів, таких як бригадний генерал і нові типи сержантів. Погони генералів мали мати схрещені булави, які були клейнодами (регаліями) гетьмана, полковників та Кошового отамана.
Ці експериментальні знаки розрізнення не набули широкого застосунку і були досить швидко закинуті. До 2015 року Збройні сили продовжували використовувати знаки розрізнення та систему рангів радянського стилю, хоча у випадку Сухопутних військ та Повітряних сил старі знаки розрізнення офіцерського корпусу залишились, а пропозиція 2009 року для підофіцерського складу здобула широке визнання і таким чином замінила радянські знаки.

#### Посада головного сержанта (сержант-майор)
Головний сержант — ранг виду збройних сил, який заплановано створити в Україні. Головний сержант людина, яка знає майже всі питання, що стосуються унтерофіцерів. Таким чином, головний сержант виду збройних сил може бути радником керівника відповідного рівня — наприклад, командувача сухопутних військ України. Зараз Міністерство оборони працює над змінами до статутів, так що можливо нове звання буде введене протягом трьох або чотирьох років.
У аеромобільних підрозділах також присутня посада головного сержанта підрозділу та головного сержанта бригади.

#### Реформа 2016 (рангові знаки розрізнення)
Наприкінці липня 2015 року Президент Порошенко Петро Олексійович заявив, що Україні необхідно ввести нову систему військових рангів, яка спирається на українські військові традиції «та відповідає структурі військових звань країн НАТО».
Ця реформа повинна нарешті узгодити рангові знаки розрізнення Збройних сил України із ранговою системою її партнерів з країн НАТО і рештою світу, та, у випадку успіху, принести традиції українських козаків та армій незалежної України: Армії УНР періоду Радянсько-української війни та Української революції, та Української повстанської армії періоду Другої світової війни.
Вперше нові знаки розрізнення дебютували на параді на честь дня незалежності 2016 року.
Сухопутні війська, Десантно-штурмові війська, Повітряні сили, Сили спеціальних операцій, Сухопутний компонент ВМС:
| Код НАТО         | OF-10                 | OF-10                 | OF-10                 | OF-10                 | OF-9              | OF-9              | OF-8              | OF-7          | OF-6             | OF-6             | OF-5      | OF-5      | OF-4         | OF-3  | OF-3  | OF-2                       | OF-2                       | OF-1              | OF-1      | OF-1               | OF(D)            | OF(D)            | OF(D)            | Student Officer                                   | Student Officer                                   | Student Officer                                   |
| ---------------- | --------------------- | --------------------- | --------------------- | --------------------- | ----------------- | ----------------- | ----------------- | ------------- | ---------------- | ---------------- | --------- | --------- | ------------ | ----- | ----- | -------------------------- | -------------------------- | ----------------- | --------- | ------------------ | ---------------- | ---------------- | ---------------- | ------------------------------------------------- | ------------------------------------------------- | ------------------------------------------------- |
| Україна · (Ред.) |                       |                       |                       |                       |                   |                   |                   |               | Без відповідника | Без відповідника |           |           |              |       |       |                            |                            |                   |           |                    | Без відповідника | Без відповідника | Без відповідника | en: Request for creation and upload of a picture! | en: Request for creation and upload of a picture! | en: Request for creation and upload of a picture! |
| Україна · (Ред.) | Генерал армії України | Генерал армії України | Генерал армії України | Генерал армії України | Генерал-полковник | Генерал-полковник | Генерал-лейтенант | Генерал-майор | Без відповідника | Без відповідника | Полковник | Полковник | Підполковник | Майор | Майор | Капітан (військове звання) | Капітан (військове звання) | Старший лейтенант | Лейтенант | Молодший лейтенант | Без відповідника | Без відповідника | Без відповідника | Курсант                                           | Курсант                                           | Курсант                                           |

| Код НАТО         | OR-9              | OR-9              | OR-9      | OR-9      | OR-9      | OR-9      | OR-8     | OR-8     | OR-7     | OR-7            | OR-6    | OR-6    | OR-6    | OR-6    | OR-6    | OR-6    | OR-5             | OR-5             | OR-5             | OR-5             | OR-5             | OR-5             | OR-4             | OR-4             | OR-3           | OR-3           | OR-2           | OR-2           | OR-2           | OR-2             | OR-2             | OR-2             | OR-1   | OR-1 |
| ---------------- | ----------------- | ----------------- | --------- | --------- | --------- | --------- | -------- | -------- | -------- | --------------- | ------- | ------- | ------- | ------- | ------- | ------- | ---------------- | ---------------- | ---------------- | ---------------- | ---------------- | ---------------- | ---------------- | ---------------- | -------------- | -------------- | -------------- | -------------- | -------------- | ---------------- | ---------------- | ---------------- | ------ | ---- |
| Україна · (Ред.) |                   |                   |           |           |           |           |          |          |          |                 |         |         |         |         |         |         |                  |                  |                  |                  |                  | Без відповідника | Без відповідника | Без відповідника |                |                |                |                |                | Без відповідника | Без відповідника | Без відповідника |        |      |
| Україна · (Ред.) | Старший прапорщик | Старший прапорщик | Прапорщик | Прапорщик | Прапорщик | Прапорщик | Старшина | Старшина | Старшина | Старший сержант | Сержант | Сержант | Сержант | Сержант | Сержант | Сержант | Молодший сержант | Молодший сержант | Молодший сержант | Молодший сержант | Молодший сержант | Без відповідника | Без відповідника | Без відповідника | Старший солдат | Старший солдат | Старший солдат | Старший солдат | Старший солдат | Без відповідника | Без відповідника | Без відповідника | Солдат |      |

Військово-морські сили :
| Код НАТО         | OF-10            | OF-10            | OF-10            | OF-10            | OF-9    | OF-9    | OF-8        | OF-7         | OF-6             | OF-6             | OF-5            | OF-5            | OF-4             | OF-3              | OF-3              | OF-2               | OF-2               | OF-1              | OF-1      | OF-1               | OF(D)            | OF(D)            | OF(D)            | Student Officer                                   | Student Officer                                   | Student Officer                                   |
| ---------------- | ---------------- | ---------------- | ---------------- | ---------------- | ------- | ------- | ----------- | ------------ | ---------------- | ---------------- | --------------- | --------------- | ---------------- | ----------------- | ----------------- | ------------------ | ------------------ | ----------------- | --------- | ------------------ | ---------------- | ---------------- | ---------------- | ------------------------------------------------- | ------------------------------------------------- | ------------------------------------------------- |
| Україна · (Ред.) | Без відповідника | Без відповідника | Без відповідника | Без відповідника |         |         |             |              | Без відповідника | Без відповідника |                 |                 |                  |                   |                   |                    |                    |                   |           |                    | Без відповідника | Без відповідника | Без відповідника | en: Request for creation and upload of a picture! | en: Request for creation and upload of a picture! | en: Request for creation and upload of a picture! |
| Україна · (Ред.) | Без відповідника | Без відповідника | Без відповідника | Без відповідника | Адмірал | Адмірал | Віцеадмірал | Контрадмірал | Без відповідника | Без відповідника | Капітан I рангу | Капітан I рангу | Капітан II рангу | Капітан III рангу | Капітан III рангу | Капітан- лейтенант | Капітан- лейтенант | Старший лейтенант | Лейтенант | Молодший лейтенант | Без відповідника | Без відповідника | Без відповідника | Курсант                                           |                                                   |                                                   |

| Код НАТО         | OR-9           | OR-9           | OR-9   | OR-9   | OR-9   | OR-9   | OR-8                          | OR-8                          | OR-7                          | OR-7              | OR-6              | OR-6              | OR-6              | OR-6              | OR-6              | OR-6              | OR-5               | OR-5               | OR-5               | OR-5               | OR-5               | OR-5             | OR-4             | OR-4             | OR-3           | OR-3           | OR-2           | OR-2           | OR-2           | OR-2             | OR-2             | OR-2             | OR-1   | OR-1 |
| ---------------- | -------------- | -------------- | ------ | ------ | ------ | ------ | ----------------------------- | ----------------------------- | ----------------------------- | ----------------- | ----------------- | ----------------- | ----------------- | ----------------- | ----------------- | ----------------- | ------------------ | ------------------ | ------------------ | ------------------ | ------------------ | ---------------- | ---------------- | ---------------- | -------------- | -------------- | -------------- | -------------- | -------------- | ---------------- | ---------------- | ---------------- | ------ | ---- |
| Україна · (Ред.) |                |                |        |        |        |        |                               |                               |                               |                   |                   |                   |                   |                   |                   |                   |                    |                    |                    |                    |                    | Без відповідника | Без відповідника | Без відповідника |                |                |                |                |                | Без відповідника | Без відповідника | Без відповідника |        |      |
| Україна · (Ред.) | Старший мічман | Старший мічман | Мічман | Мічман | Мічман | Мічман | Головний корабельний старшина | Головний корабельний старшина | Головний корабельний старшина | Головний старшина | Старшина I статті | Старшина I статті | Старшина I статті | Старшина I статті | Старшина I статті | Старшина I статті | Старшина II статті | Старшина II статті | Старшина II статті | Старшина II статті | Старшина II статті | Без відповідника | Без відповідника | Без відповідника | Старший матрос | Старший матрос | Старший матрос | Старший матрос | Старший матрос | Без відповідника | Без відповідника | Без відповідника | Матрос |      |

Перебудова усієї сержантської вертикалі, структуризація кар'єрного зросту і підвищення матеріального та соціального забезпечення сержантів передбачено ухваленням Верховною Радою України законопроєкту № 6372, що буде сприяти відходу від радянської моделі та перехід на стандарти НАТО.
26 лютого 2019 року Верховна Рада відхилила урядовий проєкт закону про внесення змін до деяких законів України щодо військових звань військовослужбовців (№ 6372).
30 травня 2019 року Верховна Рада ухвалила за основу законопроєкт № 10181 щодо запровадження сержантських звань у Збройних Силах України відповідно до колонки «NATO Code» згідно з STANAG 2116. Законопроєкт спрямований на удосконалення законодавства України з питань проходження військової служби з метою упорядкування дисциплінарних повноважень посадових осіб, врегулювання деяких питань повсякденної діяльності, визначення прав та обов'язків сержантського (старшинського) складу та деяких інших посадових осіб Збройних Сил України.
Пропонується запровадити нову шкалу військових звань. Крім того, передбачається поділ сержантського і старшинського складу на молодший і старший склад.
Передбачена також зміна граничного віку перебування на військовій службі для сержантів, що усуває проблему коли сержант за законом не може дослужитися до пенсії у зв'язку із колізією чинного законодавства.

#### Реформа 2020 (система військових рангів)
17 жовтня 2019 року Верховна Рада України ухвалила закон № 205-IX «Про внесення змін до деяких законодавчих актів України (щодо виконання військового обов'язку та проходження військової служби)», яким передбачено зміну звань сержантського складу. Закон був підписаний Президентом. Стосовно військових звань закон набув чинності через 10 місяців з дня опублікування — 1 жовтня 2020 року. 4 червня 2020 року ухвалено Закон № 680-IX «Про внесення змін до деяких законодавчих актів України щодо військових звань військовослужбовців» (нова шкала генеральських звань), який 22 липня 2020 року остаточно схвалив Президент України (набрав чинності 01 жовтня 2020 року).
Реформування звань старшого сержантського та старшинського складу відбулася досить «прозоро» і просто: колишні прапорщики переатестовані як штаб-сержанти, а старші прапорщики — майстер-сержанти. Складніший вигляд має реформування, пов'язане з вищим офіцерським складом (генералами) все відбулось складніше. Планувалось, що вищі офіцери збережуть кількість «зірок» на погонах, але при цьому назва звання стане «нижчою». Однак, відповідно до Закону України, чинні вищі офіцери зберегли звання, отримані до 1 жовтня 2020 року (причому навіть звання, не передбачені новою шкалою звань, наприклад генерал-полковник). Остаточно наведено лад зі знаками розрізнення вищого офіцерського складу наказом МО № 398 від 4 листопада 2020 року (набув чинності 22 грудня 2020). Кількість «зірок» на погонах вищих офіцерів встановлена аналогічно з арміями НАТО. Генерал-полковник, як перехідне звання (після 01.10.2020 не присвоюється), отримав окремий погон із чотирма «зірками», розташованими ромбом. Тризірковий адмірал (присвоєно до 01.10.2020) отримав погон із чотирма «зірками», розташованими ромбом, а новий чотиризірковий адмірал (присвоєно після 01.10.2020) — погон із чотирма «зірками», розташованими в рядок, при цьому нарукавний знак у них однаковий.
З відокремленням Корпусу морської піхоти від Військово-морських сил, щоб стати незалежним видом служби ЗСУ з 23 травня 2023 року, наплічні та нарукавні знаки розрізнення, які використовувалися Корпусом, успадковані від ВМС після його розділення, прийняті одночасно з рештою Збройних Сил, використовуватимуться тимчасово до того, як буде введено новий набір дизайнів знаків розрізнення.
| Код НАТО         | OF-10   | OF-10   | OF-10              | OF-10              | OF-9           | OF-9           | OF-8              | OF-7              | OF-6      | OF-6      | OF-5         | OF-5         | OF-4  | OF-3  | OF-3    | OF-2    | OF-2              | OF-1              | OF-1      | OF-1      | OF(D)              | OF(D)              | OF(D)              | Student Officer                                   | Student Officer                                   | Student Officer                                   |
| ---------------- | ------- | ------- | ------------------ | ------------------ | -------------- | -------------- | ----------------- | ----------------- | --------- | --------- | ------------ | ------------ | ----- | ----- | ------- | ------- | ----------------- | ----------------- | --------- | --------- | ------------------ | ------------------ | ------------------ | ------------------------------------------------- | ------------------------------------------------- | ------------------------------------------------- |
| Україна · (Ред.) |         |         |                    |                    |                |                |                   |                   |           |           |              |              |       |       |         |         |                   |                   |           |           |                    |                    |                    | en: Request for creation and upload of a picture! | en: Request for creation and upload of a picture! | en: Request for creation and upload of a picture! |
| Україна · (Ред.) | Генерал | Генерал | Генерал- лейтенант | Генерал- лейтенант | Генерал- майор | Генерал- майор | Бригадний генерал | Бригадний генерал | Полковник | Полковник | Підполковник | Підполковник | Майор | Майор | Капітан | Капітан | Старший лейтенант | Старший лейтенант | Лейтенант | Лейтенант | Молодший лейтенант | Молодший лейтенант | Молодший лейтенант | Курсант                                           | Курсант                                           | Курсант                                           |

## Генеральські посади ЗСУ
Відповідно до Указу Президента України від 21 березня 2002 року № 277/2002 (зі змінами) у Збройних Силах України обліковується 153 посади вищого офіцерського складу, з них за категоріями:
- генерал армії України — 2;[19]
- генерал-полковник (адмірал) — 10 (за штатом — 9, без ЗМОУ);[19]
- генерал-лейтенант (віцеадмірал) — 44;[19]
- генерал-майор (контрадмірал) — 97.[19]

13 жовтня 2020 року Указом Президента України № 431/2020 внесено зміни до Указів № 1860 (27.12.2005) та № 166 (05.05.2020), які визначають перелік вищих офіцерських посад силових структур. Цим Указом враховано введення нової шкали звань вищого офіцерського складу.
Співвідношення чисельності осіб вищого офіцерського складу до інших категорій офіцерського складу Збройних Сил України складає 0,3 %.
Інші країни для порівняння
- США — 0,5 %;[19]
- Велика Британія — 1,5 %;[19]
- ФРН — 0,5 %;[19]
- Італія — 1,6 %;[19]
- Туреччина — 0,9 %.[19]

Відповідно до проєкту Державної програми розвитку Збройних Сил України на період до 2020 року передбачено показник чисельності посад вищого офіцерського складу до 2019 року — 0,3 %. З 2020 року зазначений показник передбачено на рівні 0,2 %.
На посадах вищого офіцерського складу на теперішній час проходять військову службу 141 особа, у тому числі у військових званнях:
- осіб вищого офіцерського складу — 80;[19]
- полковників — 61.[19]

Із зазначеної кількості 41 офіцер відповідає вимогам Указу Президента України від 17 серпня 2008 року № 616 щодо присвоєння звання вищого офіцерського складу.
22 лютого 2018 року Указом № 39/2018 Президент зробив зміни до Переліку посад військовослужбовців і працівників правоохоронних органів, що підлягають заміщенню особами вищого офіцерського (начальницького) складу для створення Командувань логістики та морської піхоти.

### Присвоєння військових звань за роками
| Код НАТО                 | OR-9                     | OR-9                     | OR-9                    | OR-9                    | OR-9                    | OR-9            | OR-8            | OR-8         | OR-7         | OR-7             | OR-6             | OR-6             | OR-6             | OR-6             | OR-6             | OR-6            | OR-5            | OR-5            | OR-5            | OR-5            | OR-5            | OR-5    | OR-4    | OR-4             | OR-3             | OR-3             | OR-2             | OR-2             | OR-2             | OR-2           | OR-2           | OR-2   | OR-1   | OR-1 |
| ------------------------ | ------------------------ | ------------------------ | ----------------------- | ----------------------- | ----------------------- | --------------- | --------------- | ------------ | ------------ | ---------------- | ---------------- | ---------------- | ---------------- | ---------------- | ---------------- | --------------- | --------------- | --------------- | --------------- | --------------- | --------------- | ------- | ------- | ---------------- | ---------------- | ---------------- | ---------------- | ---------------- | ---------------- | -------------- | -------------- | ------ | ------ | ---- |
| Україна · (Ред.)         |                          |                          |                         |                         |                         |                 |                 |              |              |                  |                  |                  |                  |                  |                  |                 |                 |                 |                 |                 |                 |         |         |                  |                  |                  |                  |                  |                  |                |                |        |        |      |
| Головний майстер-сержант | Головний майстер-сержант | Головний майстер-сержант | Старший майстер-сержант | Старший майстер-сержант | Старший майстер-сержант | Майстер-сержант | Майстер-сержант | Штаб-сержант | Штаб-сержант | Головний сержант | Головний сержант | Головний сержант | Головний сержант | Головний сержант | Головний сержант | Старший сержант | Старший сержант | Старший сержант | Старший сержант | Старший сержант | Старший сержант | Сержант | Сержант | Молодший сержант | Молодший сержант | Молодший сержант | Молодший сержант | Молодший сержант | Молодший сержант | Старший солдат | Старший солдат | Солдат | Солдат |      |

| Військові звання / рік | 2006 | 2007 | 2008 | 2009 | 2010 | 2011 | 2012 | 2013 | 2014 | 2015 |
| ---------------------- | ---- | ---- | ---- | ---- | ---- | ---- | ---- | ---- | ---- | ---- |
| Генерал армії України  | -    | 1    | -    | -    | 1    | -    | -    | -    | -    | 2    |
| Генерал-полковник      | -    | 2    | 3    | -    | 3    | 1    | 3    | 2    | 1    | -    |
| Генерал-лейтенант      | 9    | 4    | 10   | 6    | 3    | 10   | 8    | 3    | 4    | 6    |
| Генерал-майор          | 19   | 18   | 15   | 26   | 7    | 25   | 19   | 14   | 13   | 14   |
| Усього                 | 28   | 25   | 28   | 32   | 14   | 36   | 30   | 19   | 18   | 22   |

### Кількість посад генералів (адміралів) за структурами
- Апарат Міністерства оборони України — 16[22]
- Генеральний штаб Збройних Сил України — 13[22]
- Об'єднаний оперативний штаб Збройних Сил України — 3[22]
- Головне управління підготовки Збройних Сил України — 2[22]
- Головне управління морально-психологічного забезпечення Збройних Сил України — 2[22]
- Головне управління оперативного забезпечення Збройних Сил України — 6[22]
- Озброєння Збройних Сил України — 5[22]
- Тил Збройних Сил України — 5[22]
- Військова служба правопорядку у Збройних Силах України — 3[22]
- Високомобільні десантні війська Збройних Сил України — 3[22]
- Сили спеціальних операцій Збройних Сил України — 2[22]
- Сухопутні війська Збройних Сил України — 18[22]
- Оперативне командування «Північ» — 3[22]
- Оперативне командування «Південь» — 3[22]
- Оперативне командування «Захід» — 3[22]
- Оперативне командування «Схід» — 3[22]
- Повітряні Сили Збройних Сил України — 18[22]
- Повітряне командування «Центр» — 3[22]
- Повітряне командування «Захід» — 3[22]
- Повітряне командування «Південь» — 3[22]
- Повітряне командування «Схід» — 3[22]
- Військово-Морські Сили Збройних Сил України — 8[22]
- Командування медичних Сил — 2[22]
- Національний університет оборони України імені Івана Черняховського — 13[22]
- Інші установи та заклади Збройних Сил України — 9[22]

### Чисельність генеральських посад в інших військових формуваннях та правоохоронних органах
- Державна прикордонна служба України (50000) — 74[22]
- Служба безпеки України (31000) — 51[22]
- Національна гвардія України (60000) — 38[22]
- Служба зовнішньої розвідки України (4350) — 16[22]
- Державна служба спеціального зв'язку та захисту інформації України (7500) — 13[22]
- Управління державної охорони України (2694) — 8[22]
- Державна спеціальна служба транспорту (5000) — 2[22]
- Військова прокуратура України (560)-

Також відповідні посади (генеральські або їм рівнозначні) є в інших органах, причому як правило такі посади починаються вже з начальника обласного рівня:
- у Міністерстві внутрішніх справ (не рахуючи НГУ) — 57[22]
- у Національній Поліції України
- у Державній пенітенціарній службі України —
- у Державній службі України з надзвичайних ситуацій (27000) — 27[22]
- у Державній фіскальній службі України —
- у Генеральній прокуратурі України (10000) —